# Alejandro García Peña
Alejandro García Peña, més conegut com a Álex García o Collantes (Bilbao, Biscaia, 24 de setembre de 1984) és un futbolista retirat. Jugà com a migcampista.

## Trajectòria
Nascut a Bilbao (Biscaia) el 24 de setembre de 1984, es va criar a Cantàbria. Es formà a les categories inferiors del Gama de Bárcena de Cicero. Jugà com a migcampista de banda, a l'extrem esquerra del camp. Després va passar al Racing de Santander, que va significar el seu debut a primera divisió el 2006.
La resta de la seva carrera ha romàs a segona divisió i segona divisió B. El 2006 va fitxar-lo per tres anys l'Athletic de Bilbao per al seu filial. La següent temporada va estar al Vila-real CF, però no va arribar a debutar. El 2008 va fitxar pel Real Jaén, on va jugar dues temporades, després va passar a la SD Eibar, el CF Badalona i la temporada de 2012-2013 al CD Guadalajara. El 2013 va jugar al Sestao River i la temporada 2014-2015 va passar al CD Mirandés.
El 2016 va ser fitxat pel CD Tenerife i la temporada 2017-2018 tornà al Racing. Finalment, jugà la dues darreres temporades al Cacereño, a segona divisió. Se li va assignar el dorsal 11 i la samarreta lluí el nom «Collantes», en honor al seu pare. El 2020 va anunciar la seva retirada del futbol de competició i, alhora, es va anunciar el seu nomenament com a ajudant de l'entrenador Julio Cobos.